# Dzanis Dzanetakis
Dzanis Dzanetakis (gr. Τζαννής Τζαννετάκης; ur. 13 września 1927 w Jitio, zm. 1 kwietnia 2010 w Atenach) – grecki polityk i wojskowy, parlamentarzysta, wicepremier i minister, w 1989 premier Grecji.

## Życiorys
Był długoletnim oficerem greckiej marynarki wojennej. Odszedł z wojska w 1967 po przejęciu władzy przez juntę czarnych pułkowników. W latach 1969–1971 był więziony z przyczyn politycznych.
Po przemianach politycznych od 1974 do 1977 był sekretarzem generalnym krajowej organizacji turystycznej EOT. Dołączył do Nowej Demokracji Konstandinosa Karamanlisa. Z ramienia tego ugrupowania w 1977 został wybrany na posła do Parlamentu Grecji. Z powodzeniem ubiegał się o reelekcję w kolejnych wyborach w 1981, 1985, czerwcu 1989, listopadzie 1989, 1990, 1993, 1996, 2000 i 2004, wykonując mandat deputowanego do 2007.
Obejmował w międzyczasie różne funkcje rządowe. W latach 1980–1981 był ministrem robót publicznych. W lipcu 1989 stanął na czele koalicyjnego rządu z udziałem ND i Sinaspismos, ustąpił w październiku tego samego roku. W swoim gabinecie kierował jednocześnie resortami spraw zagranicznych i turystyki. Zajmował następnie stanowiska ministra obrony i ministra turystyki (1989–1990), ministra kultury (1990–1991), wicepremiera i ministra stanu (1990–1991, 1991–1993).